# Jen Gunter
Jennifer Gunter (Winnipeg, 1966) es una ginecóloga canadiense-estadounidense, columnista del New York Times que cubre la salud de la mujer, autora y especialista en analgésicos crónicos y trastornos vulvovaginales.

## Primeros años y educación
Gunter nació en Winnipeg, Canadá.
Una experiencia positiva en el hospital cuando tenía once años y tuvo un accidente de patineta la motivó a decidirse por una carrera en salud: al declinar la sedación, vio al personal del hospital realizar una angiografía en su bazo roto mientras le explicaban el procedimiento.
De 1984 a 1986, Gunter estudió en la Universidad de Winnipeg hasta que fue aceptado en la escuela de medicina en 1986. En 1990, Gunter se graduó de la Facultad de Medicina de la Universidad de Manitoba. De 1990 a 1995, completó su formación en obstetricia y ginecología en la Universidad de Western Ontario en London, Ontario. En 1995, Gunter se mudó a los Estados Unidos para obtener una beca en enfermedades infecciosas y salud de la mujer en el Centro Médico de la Universidad de Kansas, donde también desarrolló un interés en el área del manejo del dolor.

## Carrera profesional

### Médicina
De 1996 a 2001, Gunter trabajó en el Centro Médico de la Universidad de Kansas durante cinco años adicionales luego de finalizar su beca.
En 2001, Gunter trabajó como conferencista en el Hospital de la Universidad de Colorado en Denver, Colorado. Durante este tiempo, el aborto espontáneo de uno de los hijos de Gunter en un embarazo de trillizos, que ella describió como traumático, la disuadió de trabajar en obstetricia. En cambio, se centró en la ginecología, especializándose en afecciones vaginales y vulvares.
Gunter ha practicado la medicina desde 1996. Gunter trabaja como obstetra/ginecóloga y especialista en medicina del dolor. Su enfoque se basa en la medicina basada en la evidencia integrada con un enfoque en la empatía y la experiencia del paciente, que Gunter dijo que aprendió en la Universidad de Western Ontario, y en la adyacencia a la Facultad de Medicina de la Universidad McMaster, que es un centro de medicina basada en la evidencia.
Desde 2006, ha estado en The Permanente Medical Group de Kaiser Permanente en el norte de California. En Kaiser, Gunter administra una clínica de salud para mujeres en la división de Dolor Pélvico Crónico y Trastornos Vulvovaginales.

### Autora
Alrededor de 2004, Gunter dio a luz trillizos prematuramente: uno nació a las 22 semanas y no sobrevivió, y los otros dos nacieron a las 26 semanas. La falta de información médica sólida y disponible públicamente sobre las necesidades particulares de los bebés prematuros la motivó a escribir un libro titulado The Preemie Primer: A Complete Guide for Parents of Premature Babies - from Birth through the Toddler Years and Beyond.
Desde 2011, Gunter ha escrito un blog que ha alcanzado 15 millones de visitas y ha generado controversias en los principales medios de comunicación. Gunter ha criticado las dudosas afirmaciones de salud hechas por celebridades y la forma descuidada en que los medios de comunicación informan sobre temas como la salud reproductiva y la vacunación. Ella aboga por una cobertura de salud más responsable por parte de los medios de comunicación, por menos importancia dada a los consejos de salud de las celebridades y por una mejor comunicación de los médicos con sus pacientes.
En junio de 2019, The Lancet publicó un artículo de opinión de Gunter en el que pedía "una mejor Internet médica" mediante la participación de más expertos médicos en la difusión de información médica adecuada al público. "Simplemente no es aceptable para mí que una investigación de calidad que puede salvar vidas y reducir el sufrimiento pueda ser deshecha por un teórico de conspiración médica o una celebridad que busque vender suplementos".
Gunter escribe dos columnas regulares sobre la salud de la mujer en The New York Times : una columna mensual llamada "El Ciclo" y una columna semanal llamada "Usted Preguntó".
Gunter es conocida por el sobrenombre de la "Ginecóloga Residente de Twitter" y ha utilizado Twitter para compartir información sobre el manejo del dolor y para desacreditar mitos sobre la salud de la mujer. A partir de 2019, su cuenta de Twitter llega a más de 200.000 seguidores.

### The Vagina Bible
En 2019, se publicó el segundo libro de Gunter, The Vagina Bible. El libro presenta información médica sobre la anatomía reproductiva femenina y corrige mitos comunes. Escribió el libro en respuesta  a lo que veía como una gran cantidad de información falsa peligrosa en la web sobre la salud femenina. El libro incluye una sección que se centra en hombres y mujeres trans. El título alcanzó el número 1 en la lista de los más vendidos canadienses de no ficción, según el Retail Council of Canada.
Durante la promoción del libro, hubo controversia cuando los anuncios de Twitter del editor fueron bloqueados por uso de lenguaje inapropiado (presumiblemente la palabra vagina). Los anuncios solo pudieron publicarse después de que se desarrolló una gran conversación en línea. En una revisión de 2019, la doctora Harriet Hall afirma que "la Dra. Jen Gunter ha hecho un gran servicio a las mujeres de todo el mundo al escribir" este libro. Hall dice que Gunter fue la persona perfecta para escribirlo por sus años en medicina y ginecología, además de ser una "comunicadora talentosa". Hall llama a The Vagina Bible un "manual del propietario de la vagina". . . Ojalá todas las niñas y mujeres de todo el mundo tuvieran una copia de este libro".
Gunter ha dicho que está trabajando en su próximo libro, que se llamará The Menopause Manifesto.

## Cultura popular
Como médico, Gunter se ha pronunciado sobre una variedad de temas que afectan la salud de la mujer, incluido el aborto, la vacuna contra el VPH y el uso de tejido fetal en la investigación. Gunter corrige los conceptos erróneos sobre la salud de la mujer a través de sus libros, columnas de periódicos y debates en línea. Desde mayo de 2021, Gunter presenta un podcast de TED Audio Collective llamado Body Stuff con la Dra. Jen Gunter, que tiene como objetivo combatir los mitos comunes sobre la salud.
En el 2015, la publicación del blog de Gunter en el que criticaba un artículo erróneo en el Toronto Star sobre la seguridad de Gardasil, una vacuna contra el VPH, resultó en una disculpa por parte de Toronto Star. Hubo un debate y un escrutinio adicionales sobre la cobertura de la seguridad de las vacunas en la prensa general.

### Goop
Gunter es crítica desde hace mucho tiempo de los productos vendidos por Goop, la compañía propiedad de la actriz Gwyneth Paltrow.
Su crítica a uno de los productos de Goop, un huevo de jade destinado a insertarse en la vagina, llamó la atención de un público más amplio cuando su publicación de blog del 17 de enero de 2017 fue notada por un periódico sensacionalista. Las publicaciones adicionales obtuvieron una respuesta escrita de Goop respondiendo directamente a las críticas de Gunter. Goop finalmente pagó multas por protección al consumidor y reembolsó el costo de los huevos vaginales a los clientes que los compraron.
Este intercambio provocó una intervención de Timothy Caulfield, un catedrático de investigación de Canadá en derecho y políticas de salud de la Universidad de Alberta, quien apoyó la posición de Gunter. Caulfield afirmó que, "los estudios han encontrado consistentemente, por ejemplo, que las celebridades pueden tener un impacto mensurable y poco ideal en todo, desde la detección del cáncer hasta el tabaquismo y la comida que comemos".
En octubre de 2018, Gunter y la arqueóloga Sarah Parcak publicaron un estudio para investigar si los huevos de jade se usaban por vía vaginal en la antigua China, como afirma el marketing de Goop. Una revisión de la descripción de 5.000 artefactos disponibles en las principales bases de datos de la arqueología china no encontró ninguna mención de tal objeto.

### Jensplaining
En junio de 2019, la Canadian Broadcasting Corporation anunció la serie documental de 10 partes llamada Jensplaining que se emitió en su red de transmisión gratuita llamada CBC Gem en agosto de 2019. La serie constaba de diez episodios, con temas que incluían la menstruación, el bienestar, las vacunas, la menopausia, la pérdida de peso, el nacimiento y el sexo.

### Vagisil
En febrero de 2021, Vagisil lanzó una nueva línea de productos llamada OMV!, dirigida a adolescentes, que incluye toallitas , limpiadores y cremas anti-picor perfumadas para vaginas y vulvas. Gunter expresó su descontento con la publicidad de la compañía, la cual parecía sugerir que había algo que arreglar en las vaginas de las adolescentes. Afirma que las vulvas y las vaginas se cuidan solas y explica que las toallitas incluso pueden ser irritantes y causar inflamación. Vagisil ha respondido a las críticas de su nueva línea afirmando que sus productos son seguros para uso externo y han sido probados por dermatólogos y ginecólogos independientes.

## Vida personal
Gunter se ha casado dos veces. Gunter está divorciada de su segundo marido. Gunter y sus hijos gemelos han vivido en el norte de California desde 2005. El tercer hijo de lo que habrían sido trillizos falleció al nacer prematuramente a las 22 semanas de embarazo.
Gunter ha hablado sobre sus luchas con un trastorno por atracón toda la vida y dijo que ha considerado escribir un libro sobre la pérdida de peso.

## Certificaciones
- American Board of Pain Medicine, Medicina del Dolor, Diplomate (DABPM)[49]
- American Board of Physical Medicine and Rehab, Medicina del Dolor (ABPMR (pain))
- American Congress of Obstetricians and Gynecologists, Obstetricia y Ginecología, Fellow (FACOG)[50]
- Royal College of Physicians and Surgeons of Canada, Fellow (FRCS(C))[51]

## Obras y publicaciones

### Libros
- Gunter, M.D., Jennifer (2010). The Preemie Primer: A Complete Guide for Parents of Premature Babies—from Birth through the Toddler Years and Beyond. Cambridge, MA: Da Capo Press. ISBN 9780738214146. OCLC 688506407.
- Gunter, Dr. Jen (2019). The Vagina Bible: The Vulva and the Vagina—Separating the Myth from the Medicine. Toronto: Random House Canada. ISBN 9780735277373. OCLC 1109801780.
- Gunter, Dr. Jen (2021). The Menopause Manifesto : Own Your Health with Facts and Feminism. New York, NY: Citadel Press/Kensington Publishing Corp. ISBN 9780806540665. OCLC 1249024122.

### Artículos seleccionados
- Gunter, Jennifer (14 de diciembre de 2010). «We're getting maternity care all wrong».
- Gunter, Dr Jen (12 de septiembre de 2016). «Yes, Hillary almost fainted: I'm a doctor and it's really OK» (en inglés).
- Gunter, M.D, Jen (13 de octubre de 2016). «I'm An Ob/Gyn And A Trump Presidency Scares Me—Here's Why» (en inglés).
- Gunter, Dr Jen (16 de octubre de 2017). «Trump Health Officials Just Quietly Defined Life As 'Beginning at Conception'» (en inglés estadounidense).
- Gunter, Jen (16 de noviembre de 2017). «My Vagina Is Terrific. Your Opinion About It Is Not.».
- Gunter, Jen (21 de diciembre de 2018). «Your Vagina Is Terrific (and Everyone Else's Opinions Still Are Not)».
- Gunter, Jen (26 de febrero de 2019). «Opinion: I Didn't Kill My Baby».
- Gunter, Jen (20 de mayo de 2019). «Opinion: Medical School Doesn't Teach the 'Woman's Life Is in Danger' Curriculum».
- Gunter, Jen (23 de mayo de 2019). «How to Care for Your Hair ... Down There».
- Gunter, Jen (8 de agosto de 2019). «Stopping the Anxiety of HPV».
- Gunter, Jen (19 de septiembre de 2019). «Treating the Incredible Shrinking Vagina».
- Gunter, Jen (4 de octubre de 2019). «PCOS Is More Than a Fertility Issue».

### Revistas académicas
- Gunter, MD, Jennifer; Clark, MS, Margaret; Weigel, MD, John (April 2000). «Gynecology: Is there an association between vulvodynia and interstitial cystitis?». Obstetrics & Gynecology (The American College of Obstetricians and Gynecologists) 95 (4, S1): S4. ISSN 0029-7844. OCLC 4924930131. doi:10.1016/S0029-7844(00)00577-9.
- Gunter, MD, Jennifer; Smith-King, MD, Maureen; Collins (BGS), Julie; Tawfik, MD, Ossama (July–August 1998). «Vulvodynia: in situ hybridization analysis for human papillomavirus». Primary Care Update for OB/GYNS (Elsevier Science Inc) 5 (4): 152. PMID 10838282. doi:10.1016/S1068-607X(98)00037-7.
- Gunter, Jennifer (September 2003). «Chronic Pelvic Pain: An Integrated Approach to Diagnosis and Treatment». Obstetrical & Gynecological Survey 58 (9): 615-623. ISSN 0029-7828. OCLC 4654452193. PMID 12972837. doi:10.1097/01.OGX.0000083225.90017.01.
- Gunter, Jennifer (September 2003). «Genital and perianal warts: new treatment opportunities for human papillomavirus infection». American Journal of Obstetrics and Gynecology 189 (3): S3-S11. ISSN 0002-9378. OCLC 4651422716. PMID 14532897. doi:10.1067/S0002-9378(03)00789-0.
- Gunter, MD, Jennifer (September 2007). «Intimate Partner Violence». Obstetrics and Gynecology Clinics of North America (Elsevier) 34 (3): 367-388. ISSN 0889-8545. OCLC 4933240337. PMID 17921005. doi:10.1016/j.ogc.2007.06.010.
- Gunter, Jennifer (December 2007). «Vulvodynia: New Thoughts on a Devastating Condition». Obstetrical & Gynecological Survey 62 (12): 812-819. ISSN 0029-7828. OCLC 4654485023. PMID 18005458. doi:10.1097/01.ogx.0000290350.14036.d6.
- Gunter, Jennifer (August 2008). «Ten Suggestions for Discharge Medications: Make Going Home Safer and Easier». Exceptional Parent (EP Global Communications Inc) 38 (8): 22. ISSN 0046-9157. OCLC 424703629.
- Gunter, Jen (21 de marzo de 2011). «Chapter 1: Neurobiology of Chronic Pelvic Pain».  En Vercellini, Paolo, ed. Chronic Pelvic Pain. Oxford, UK: Blackwell Publishing Ltd. pp. 1-6. ISBN 9781444330663. OCLC 5151389380. doi:10.1002/9781444391855.ch1.
- Gunter, Jennifer; Parcak, Sarah (25 de octubre de 2018). «Vaginal Jade Eggs: Ancient Chinese Practice or Modern Marketing Myth?». Female Pelvic Medicine & Reconstructive Surgery 25 (1): 1-2. PMID 30365448. doi:10.1097/SPV.0000000000000643.
- Gunter, Jen (June 2019). «Medical misinformation and the internet: a call to arms». The Lancet 393 (10188): 2294-2295. ISSN 0140-6736. OCLC 8164688620. PMID 31180024. doi:10.1016/S0140-6736(19)31206-1.